# Challenger de Szczecin 2014
El Pekao Szczecin Open 2014 fue un torneo de tenis profesional jugado en canchas de tierra batida. Se disputó la 22.ª edición del torneo que formó parte del circuito ATP Challenger Tour 2014. Se llevó a cabo en Szczecin, Polonia entre el 8 y el 14 de septiembre de 2014.

## Campeones

### Individual Masculino
Challenger de Szczecin 2014 (individual masculino
- Dustin Brown def.  Jan-Lennard Struff, 6–4, 6–3

### Dobles Masculino
Challenger de Szczecin 2014 (dobles masculino
- Dustin Brown /  Jan-Lennard Struff def.  Tomasz Bednarek /  Igor Zelenay, 6–2, 6–4